# جامغازي (أديامان)
جامغازي (بالتركية: Çamgazi)‏ هي قرية كرديّة رشوانيّة تتبع إداريّاً لمديرية أديامان في محافظة أديامان التركية الواقعة في جنوب شرق الأناضول. وبلغ عدد سكانها 205 نسمة في عام 2021.